# Lophocampa pura
Lophocampa pura là một loài bướm đêm thuộc phân họ Arctiinae, họ Erebidae.